# Chevrolet Série 10
A Chevrolet Série 10 é a segunda linha de picapes que a General Motors produziu no Brasil, de 1964 a 1997. Era a versão das picapes americanas C/K para o mercado brasileiro e de alguns países sul-americanos, que substituiu a série Chevrolet 3100, mais conhecida como "Chevrolet Brasil", com o desenho feito pelo departamento de estilo da fábrica brasileira, sob a tutela de Luther Whitmore Stier, que veio dos Estados Unidos. O trabalho de desenvolvimento consumiu dois anos.

## Historia
O modelo inicial chamava-se C-14, com cabine simples, que teve mais três versões: a C-15, com maior comprimento do chassi, a C-1414, de cabine dupla, e a SUV C-1416, conhecida como "Veraneio", de cabine fechada e uso misto, que foi largamente utilizada como viatura policial, ambulância e carro fúnebre. Em 1974, a C-14 e a C-15 passaram a se chamar C-10. Em seguida,  surgiram as versões diesel e a álcool, denominadas D-10 e A-10, respectivamente.
A Engesa usou a série para criar viaturas militares especiais.
Ao longo de sua trajetória, a Série 10 sofreu pequenas mudanças estéticas. Em 1966, a grade dianteira passou a ser prateada e mais limpa. Em 1968, o número de faróis passaram de quatro pequenos para dois maiores. O painel de instrumentos também sofreu alterações estéticas, como o velocímetro, que passou do formato de transferidor de 180º para circular. A Veraneio teve estas alterações em 1970.
A partir de 1979 é equipada com o consagrado motor 250 da família Opala/Caravan (4100cc), que substituiu o antigo 261. Esse motor acompanharia os modelos até o fim da produção. A partir de 1985, a C-10 e A-10 receberam uma segunda geração contando com o mesmo visual da Série 20 (C20, D20, A20). Em 1992, a Série 10 recebeu um reestilização, com os faróis trapezoidais oriundos do Opala, assim como um nova grade e um novo painel de instrumentos. Sua capacidade de carga é de 750 kg, enquanto na Série 20 é de 1020 kg.

## Motores e caixas de mudanças
Desde o seu lançamento, em 1964, até 1978, tanto para a C14 quanto para a C15, o motor principal era o 261 pol3 (4300cc) de 4 mancais, também conhecido como "Chevrolet Brasil", pois ser utilizado no caminhão Chevrolet do mesmo nome. Foi o primeiro motor fabricado pela GM no país e equipava toda a linha de caminhões e pick-ups. Como o seu antecessor, o importado 3100 tinha seis cilindros em linha, comando de válvulas no bloco e válvulas no cabeçote acionado por varetas.
Em 1973, o motor 261 recebeu novos pistões e teve sua potência elevada para 149 cv. Em 1978 surgiu a opção diesel, denominada D-10, com motor Perkins 4.236 de 3,8 litros, que se tornou a versão mais resistente da série, também oferecido à C10 para uma tonelada (C1000).
O motor 250 (4100cc) substituiu o 261 na linha 1979, com 148 cv SAE brutos; 127 cv ABNT líquidos na versão à gasolina; 134 cv ABNT líquidos na versão a álcool, chamada de A-10, que tinha ainda a versão 4 cilindros 151, de 99 cv SAE brutos. 
Inicialmente, a Série 10 vinham com o câmbio de 3 marchas, denominado M-14, de início mais popular, ou 4 marchas, denominados M-20, raros de início, mas preponderante a partir de meados dos anos 70, com diferencial de 3,9:1 e uma capacidade de carga útil de cerca de 750 kg. Ainda nesse ano veio o motor Chevrolet 151, de 2.5 litros.
A Série 10 também teve disponível a opção 4x4.